# Supercopa de Brasil Sub-17
La Supercopa de Brasil Sub-17 fue una competición de fútbol de nivel nacional disputada entre el Campeón Brasileño Sub-17 y el campeón de la Copa de Brasil Sub-17, siempre en el mismo año de la conquista de los respectivos títulos, en formato semejante a las de las Supercopas existentes en varios países europeos. Los partidos se disputaban en ida y vuelta.
La competición se celebró en 2019 y 2020, y el año pasado el partido se disputó en 2021 debido a retrasos provocados por la pandemia de COVID-19. Palmeiras y São Paulo vencieron a Flamengo y Fluminense, respectivamente. A su vez, Flamengo se proclamó campeón de la edición 2021 tras conquistar el Campeonato Brasileño y la Copa de Brasil de ese año.

## Historia
En 2020, el calendario tuvo que ajustarse debido a la pandemia de COVID-19, lo que provocó la extensión de algunas competiciones de la temporada al año siguiente. Fluminense fue el primer club en garantizar su lugar en el torneo, asegurándolo al ganar el Campeonato Brasileño en la decisión contra el Athletico Paranaense. São Paulo ganó la Copa de Brasil al derrotar al propio Fluminense, impidiendo así que el club de Río lograra la victoria en ambas competiciones. El partido se desarrolló el 10 de febrero de 2021, en la Arena Pantanal de Cuiabá. São Paulo abrió el marcador a los tres minutos, con João Adriano. Sin embargo, Fluminense logró igualar pocos minutos después gracias a un gol de Justen. São Paulo aseguró el título al triunfar en la tanda de penaltis.
El 17 de noviembre de 2021, Flamengo recibió el trofeo de campeón de la Supercopa de las manos de la CBF, tras ganar los títulos del Campeonato Brasileño y de la Copa de Brasil ese año. El 26 de diciembre de 2022 la entidad decidió dejar de realizar el concurso. Palmeiras, que ganó la Copa de Brasil y el Campeonato Brasileño de la categoría en 2022, formalizó ante la entidad la solicitud de reconocimiento del título para esa edición, siguiendo el precedente establecido por Flamengo el año anterior. Sin embargo, la entidad no respondió al pedido del club paulista.

## Títulos por equipo
| Equipo     | Títulos | Subtítulos | Años campeón | Años subcampeón |
| ---------- | ------- | ---------- | ------------ | --------------- |
| Palmeiras  | 1       | 0          | 2019         | ----            |
| São Paulo  | 1       | 0          | 2020         | ----            |
| Flamengo   | 1       | 1          | 2021         | 2019            |
| Fluminense | 0       | 1          | ----         | 2020            |

### Títulos por estado
| Estado         | Títulos | Subtítulos |
| -------------- | ------- | ---------- |
| São Paulo      | 2       | 0          |
| Río de Janeiro | 1       | 2          |

## Goleadores
| Año  | Jugador                   | Club                 | Goles |
| ---- | ------------------------- | -------------------- | ----- |
| 2019 | Lazaro                    | Flamengo             | 2     |
| 2020 | João Adriano Lucas Justen | São Paulo Fluminense | 1     |